# Slowenische Demokratische Partei
Die Slowenische Demokratische Partei (slowenisch Slovenska demokratska stranka, Abkürzung SDS) ist eine nationalkonservative Partei in Slowenien und Mitglied der Europäischen Volkspartei. Ihr Vorsitzender ist seit 1993 Janez Janša.

## Geschichte
Die SDS wurde am 16. Februar 1989 als Sozialdemokratischer Bund Sloweniens (Socialdemokratska zveza Slovenije SDZS) gegründet. Ihr erster Vorsitzender war Führer der oppositionellen Gewerkschaft Neodvisnost, France Tomšič, dem im November 1989 Jože Pučnik folgte.
Zu Beginn der Regierungszeit wälzte die SDS wirtschaftsliberale Pläne, von denen sie jedoch nach massiven Gewerkschafts- und Oppositionsprotesten wieder Abstand nahm. Kritiker – auch innerhalb des rechten Lagers – werfen der Jansa-Partei vor, sich alle wichtigen staatlichen und gesellschaftlichen Institutionen untertan machen zu wollen und ziehen Vergleiche zum Russland Wladimir Putins. Wahlslogan: „Slowenien auf dem richtigen Weg“. Wahlergebnis 2004: 29,08 Prozent. Umfragen 2008: 29 bis 36,3 Prozent
Zu den ersten Mehrparteienwahlen in Slowenien am 8. April 1990 bildete die SDZS mit anderen Oppositionsparteien – dem Slowenischen demokratischen Bund (Slovenska demokratična zveza SDZ), den Slowenischen Christdemokraten (Slovenski krščanski demokrati SKD), dem Slowenischen Bauernbund (Slovenska kmečka zveza), der Slowenischen Handwerkerpartei (Slovenska obrtniška stranka) und den Grünen Sloweniens (Zeleni Slovenije) das Wahlbündnis DEMOS, das diese Wahlen mit 52 % der Stimmen gewann und unter dem Christdemokraten Lojze Peterle eine Regierung bildete.
1992 benannte sich die SDZS in Sozialdemokratische Partei Sloweniens (Socialdemokratska stranka Slovenije SDSS) um. Auf dem dritten Parteitag im Mai 1993 wurde Janez Janša Parteivorsitzender, wiedergewählt auf den Parteitagen 1995, 1999, 2001 und 2005. Als Vorsitzender der SDSS vertrat Janša zunehmend rechte Positionen und führte eine betont harte und populistische Oppositionspolitik gegen die von ihm so genannte „kommunistische Kontinuität“ in Politik und Wirtschaft.
Viele heutige Mitglieder der SDS entstammen dem Slowenischen demokratischen Bund (Slovenska demokratična zveza SDZ) und dem Slowenischen Sozialdemokratischen Bund (Socialdemokratska zveza Slovenije SDZS).
Im Jahr 2000 erreichte die SDS bei den Wahlen 16 Prozent. 2004 erfolgte die Umbenennung in Slowenische Demokratische Partei.
Am 3. Oktober 2004 erlangte die SDS bei den slowenischen Parlamentswahlen 29,1 % der Stimmen und wurde so stärkste Kraft im slowenischen Parlament. Seitdem stellte sie mit Janez Janša den Ministerpräsidenten Sloweniens. Bei der Parlamentswahl am 21. September 2008 erreichte die SDS 29,3 %; aufgrund von Verlusten ihrer bisherigen Koalitionspartner kann sie aber keine Regierung mehr stellen.
Bei vorgezogenen Parlamentswahlen am 4. Dezember 2011 wurde die SDS zweitstärkste politische Kraft nach der neu gegründeten Partei Pozitivna Slovenija. Nach Verhandlungen mit vier kleineren Parteien bildete die SDS eine Mitte-rechts-Koalition; Janez Janša wurde am 28. Januar 2012 als Nachfolger Borut Pahors zum neuen slowenischen Ministerpräsidenten gewählt. Diese Koalition zerbrach aber nach kurzer Zeit und Alenka Bratušek (PS) gelang es eine Mitte-links-Regierung aufzustellen. Bei den Neuwahlen 2014 kam es zu einem deutlichen Sieg der neuen Stranka modernega centra und SDS musste in der Opposition bleiben.
Im Vorfeld der Parlamentswahl 2018 profilierte sich die SDS vor allem mit einer Anti-Flüchtlingspolitik und wurde im Wahlkampf vom ungarischen Ministerpräsidenten Viktor Orbán unterstützt. Aus dieser Wahl ging sie schließlich mit 25 % der Stimmen als stärkste Kraft hervor, konnte jedoch trotzdem keine regierungsfähige Mehrheit im Parlament bilden. 2018 wurde eine sozialliberale Minderheitsregierung aus einer Koalition von fünf Parteien unter Führung der bei der Parlamentswahl 2018 erstmals antretenden LMŠ ohne Beteiligung der SDS unter Duldung der ökosozialistischen Partei Levica gebildet. Nachdem die Linken ihre Unterstützung zurückgezogen hatten, konnte Janša im März 2020 eine Regierung mit DeSUS und SMC bilden. Jedoch konnte er die Parlamentswahl 2022 nicht gewinnen, da SDS leichte Verluste hinnehmen musste und vor allem die Wähler von SMC zu der neuen Gibanje Svoboda gewandert waren. Diese hat daraufhin eine Mitte-links-Koalition bilden können.

## Parteijugend
Die im Oktober 1989 gegründete Jugendorganisation SDM (Slovenska demokratska mladina) ist der älteste und derzeit größte Parteijugendverband Sloweniens. Ihr erster Vorsitzender war Matej Makarovič, derzeit ist es Nikolaj Oblak.

## Einordnung
Die SDS betrachtet sich als Nachfolgerin der am 15. und 16. August 1896 in Ljubljana gegründeten Jugoslawischen sozialdemokratischen Partei (Jugoslovanska socialdemokratska stranka JSDS), die sich als Arbeiterpartei aller südslawischen Gebiete Österreich-Ungarns verstand, 1941 und erneut 1945 verboten wurde.
Die heutige SDS wird von Wolfgang Ismayr (2010) und Klaus Wahl (2020) als rechtspopulistisch eingestuft.